# Eduard Vinokurov
Eduard Teodorovitj Vinokurov (ryska: Эдуард Теодорович Винокуров), född den 30 oktober 1942 i Bajzjansaj, Sovjetunionen, död 10 februari 2010 i St Petersburg, Ryssland, var en sovjetisk fäktare som bland annat tog OS-guld i herrarnas lagtävling i sabel i samband med de olympiska fäktningstävlingarna 1976 i Montréal.